# Hovedstaden
Hovedstaden és una regió administrativa de Dinamarca, creada l'1 de gener del 2007 com a part de la Reforma Municipal que va substituir els antics 13 comtats (amter) per cinc entitats més grans però amb menys competències. Al mateix temps els petits municipis es van fusionar per formar unitats més grans, passant de 271 municipis als 98 actuals.
La regió de Hovedstaden ocupa la part nord-est de l'illa Sjælland, comprèn els antics comtats de Frederiksborg, Copenhaguen, els municipis de Copenhaguen i Frederiksberg i l'illa de Bornholm (situada a 140 km al sud-est de Copenhaguen).
La nova regió va substituir el que havia estat la regió metropolitana de Copenhaguen (Hovedstadsregionen).

## Divisió territorial
La regió es divideix en 29 municipis:

Municipis

| Municipi       | Habitants (1 gener 2008) |
| -------------- | ------------------------ |
| Albertslund    | 27.602                   |
| Allerød        | 23.493                   |
| Ballerup       | 47.116                   |
| Bornholm       | 42.817                   |
| Brøndby        | 33.831                   |
| Copenhaguen    | 509.861                  |
| Dragør         | 13.261                   |
| Egedal         | 40.533                   |
| Fredensborg    | 39.240                   |
| Frederiksberg  | 93.444                   |
| Frederikssund  | 44.102                   |
| Furesø         | 37.667                   |
| Gentofte       | 68.913                   |
| Gladsaxe       | 62.562                   |
| Glostrup       | 20.673                   |
| Gribskov       | 40.512                   |
| Halsnæs        | 30.824                   |
| Helsingør      | 60.844                   |
| Herlev         | 26.567                   |
| Hillerød       | 46.568                   |
| Hvidovre       | 49.380                   |
| Høje-Taastrup  | 47.158                   |
| Hørsholm       | 24.197                   |
| Ishøj          | 20.687                   |
| Lyngby-Taarbæk | 51.449                   |
| Rudersdal      | 53.869                   |
| Rødovre        | 36.144                   |
| Tårnby         | 40.016                   |
| Vallensbæk     | 12.399                   |